# Clusia picta
Clusia picta är en tvåhjärtbladig växtart som beskrevs av Pipoly. Clusia picta ingår i släktet Clusia och familjen Clusiaceae. Inga underarter finns listade i Catalogue of Life.